# Vitesse par équipes féminine aux Jeux olympiques d'été de 2012
Navigation
Rio de Janeiro 2016
La vitesse par équipes féminine, épreuve de cyclisme sur piste des Jeux olympiques d'été de 2012 a lieu le 2 août 2012 sur le Vélodrome de Londres. C'est la première fois que l'épreuve est au programme des Jeux pour les femmes.

## Format de la compétition
Les dispositions particulières aux Jeux olympiques sont détaillées dans l'article 3.2.146 du règlement de l'UCI.
Dix équipes de deux coureuses participent à la compétition.
Qualification
Ce premier tour permet de classer les équipes sur la base du temps réalisé, les huit premières étant qualifiées pour le premier tour.
Premier tour
Les équipes qualifiées sont opposées en fonction de leur temps de qualification.
Finale
Les deux vainqueurs les plus rapides du premier tour (le temps pris en compte étant celui du premier tour et non des qualifications) se rencontrent en finale.
Petite finale
Les deux autres vainqueurs se rencontrent pour la médaille de bronze.
Classement final
Les équipes éliminées au premier tour sont classées de la 5e à la 8e place en fonction de leur temps réalisé lors de ce tour.

## Programme
Tous les temps correspondent à l'UTC+1
| Date              | Horaire | Manche                    |
| ----------------- | ------- | ------------------------- |
| Jeudi 2 août 2012 | 16 h 00 | Qualifications et finales |

## Résultats

### Qualification
Les dix équipes de deux coureuses participent à un tour de qualifications. Les huit équipes avec les meilleurs temps se qualifient pour la suite de la compétition alors que les deux autres reçoivent un rang final basé sur le temps obtenu.
| Rang | Pays            | Cyclistes                           | Résultats | Notes     |
| ---- | --------------- | ----------------------------------- | --------- | --------- |
| 1    | Chine           | Gong Jinjie Guo Shuang              | 32 s 447  | Q, RM, RO |
| 2    | Grande-Bretagne | Victoria Pendleton Jessica Varnish  | 32 s 526  | Q         |
| 3    | Allemagne       | Kristina Vogel Miriam Welte         | 32 s 630  | Q         |
| 4    | Australie       | Kaarle McCulloch Anna Meares        | 32 s 825  | Q         |
| 5    | Pays-Bas        | Yvonne Hijgenaar Willy Kanis        | 33 s 253  | Q         |
| 6    | France          | Sandie Clair Virginie Cueff         | 33 s 638  | Q         |
| 7    | Ukraine         | Lyubov Shulika Olena Tsyos          | 33 s 708  | Q         |
| 8    | Colombie        | Diana García Juliana Gaviria        | 34 s 320  | Q         |
| 9    | Corée du Sud    | Lee Eun-Ji Lee Hye-Jin              | 34 s 636  |           |
| 10   | Venezuela       | Daniela Larreal Mariaesthela Vilera | 34 s 870  |           |

### Premier tour
Les huit équipes s'affrontent en fonction des temps réalisés en qualification. Les deux vainqueurs les plus rapides accèdent à la finale, les deux autres vainqueurs se qualifient pour la petite finale pour la troisième place et les battus reçoivent un rang final selon les temps obtenus pendant ce tour.
La Grande-Bretagne, qui avait réalisé le deuxième temps, est déclassée en raison d'un passage de relais irrégulier, Pendleton ayant dépassé Varnish avant la fin du premier tour.
| Série | Pays            | Résultats         | Rang | Notes                                              |
| ----- | --------------- | ----------------- | ---- | -------------------------------------------------- |
| 1     | Australie       | 32 s 806          | 3    | Qualifiée pour le match pour la médaille de bronze |
| 1     | Pays-Bas        | 33 s 090          | 5    |                                                    |
| 2     | Allemagne       | 32 s 701          | 2    | Qualifiée pour le match pour la médaille d'or      |
| 2     | France          | 33 s 707          | 6    |                                                    |
| 3     | Ukraine         | 33 s 620          | 4    | Qualifiée pour le match pour la médaille de bronze |
| 3     | Grande-Bretagne | Déclassé          | 8    |                                                    |
| 4     | Chine           | 32 s 422 (RM, RO) | 1    | Qualifiée pour le match pour la médaille d'or      |
| 4     | Colombie        | 34 s 415          | 7    |                                                    |

### Finales
La Chine, qui a devancé l'Allemagne, est déclassée pour passage de relais irrégulier.
| Matches | Pays      | Temps        | Rang                                |
| ------- | --------- | ------------ | ----------------------------------- |
| Or      | Allemagne | 32 s 798     | Médaille d'or, Jeux olympiques      |
| Or      | Chine     | Disqualifiée | Médaille d'argent, Jeux olympiques  |
| Bronze  | Australie | 32 s 727     | Médaille de bronze, Jeux olympiques |
| Bronze  | Ukraine   | 33 s 491     | 4                                   |

## Classement final complet
| Rang | Pays            | Cyclistes                           |
| ---- | --------------- | ----------------------------------- |
| 1    | Allemagne       | Kristina Vogel Miriam Welte         |
| 2    | Chine           | Gong Jinjie Guo Shuang              |
| 3    | Australie       | Kaarle McCulloch Anna Meares        |
| 4    | Ukraine         | Lyubov Shulika Olena Tsyos          |
| 5    | Pays-Bas        | Yvonne Hijgenaar Willy Kanis        |
| 6    | France          | Sandie Clair Virginie Cueff         |
| 7    | Colombie        | Diana García Juliana Gaviria        |
| 8    | Grande-Bretagne | Victoria Pendleton Jessica Varnish  |
| 9    | Corée du Sud    | Lee Eun-Ji Lee Hye-Jin              |
| 10   | Venezuela       | Daniela Larreal Mariaesthela Vilera |